# Saint-Gengoux-de-Scissé
Saint-Gengoux-de-Scissé ist eine französische Gemeinde im Département Saône-et-Loire in der Region Bourgogne-Franche-Comté (vor 2016 Bourgogne). Sie gehört zum Arrondissement Mâcon und zum Kanton Hurigny (bis 2015 Lugny). Die Gemeinde hat 593 Einwohner (Stand: 1. Januar 2022).

## Geografie
Saint-Gengoux-de-Scissé liegt etwa 18 Kilometer nordnordwestlich des Stadtzentrums von Mâcon. Umgeben wird Saint-Gengoux-de-Scissé von den Nachbargemeinden Bissy-la-Mâconnaise im Norden, Lugny im Osten und Nordosten, Péronne im Osten und Südosten, Azé im Süden sowie Blanot im Westen und Nordwesten.
Die Gemeinde gehört zum Weinbaugebiet Bourgogne.

## Bevölkerungsentwicklung
| Jahr                      | 1962 | 1968 | 1975 | 1982 | 1990 | 1999 | 2006 | 2011 | 2016 |
| Einwohner                 | 511  | 504  | 519  | 548  | 527  | 531  | 576  | 595  | 608  |
| Quelle: Cassini und INSEE |      |      |      |      |      |      |      |      |      |

## Sehenswürdigkeiten
- Kirche Saint-Gangolf-d’Avallon, seit 1932 Monument historique

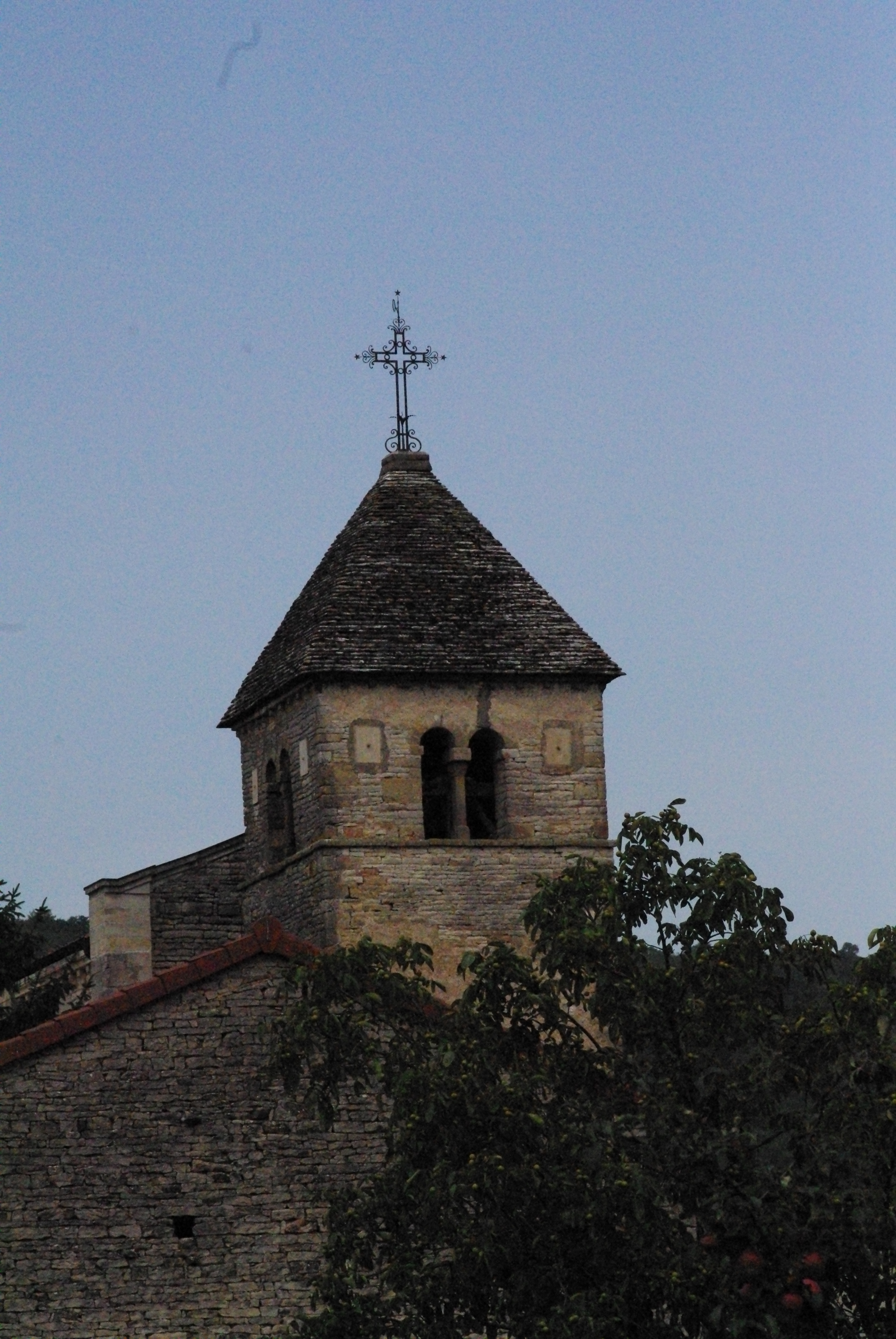
Kirche Saint-Gangolf-d’Avallon